# CTBP1
La proteína 1 de unión al extremo C-terminal (CTBP1) es una proteína codificada en humanos por el gen CTBP1.
CTBP1 es una proteína que posee la capacidad de unirse al extremo C-terminal de las proteínas de los adenovirus. Esta fosfoproteína es un represor transcripcional que puede jugar un importante papel durante la proliferación celular. Esta proteína, junto con el producto génico de un segundo gen estrechamente relacionado, CTBP2, pueden conformar un dímero. Ambas proteínas pueden también interaccionar con el grupo polycomb de un complejo proteico que participa en la regulación de la expresión génica durante el desarrollo. Se han descrito variantes transcripcionales de este gen por medio de splicing alternativo.

## Interacciones
La proteína CTBP1 ha demostrado ser capaz de interaccionar con:
- ACTL6B[3]
- ARF[4]
- EVI1[5][6]
- FOXP2[7]
- HDAC1[8][9][10]
- IKZF1[11]
- IKZF4[12]
- Mdm2,[13]
- MLL[14]
- NRIP1[15][16]
- Pinina[17]
- RBBP8[18][19]
- TGIF1[9]